# Åseda köping
Åseda köping var en tidigare kommun i Kronobergs län.

## Administrativ historik
Den 1 januari 1863 började kommunalförordningarna gälla och då inrättades cirka 2 500 kommuner (städer, köpingar och landskommuner), tillsammans täckande hela landets yta.
I Åsheda socken i Uppvidinge härad i Småland inrättades då Åseda landskommun. 
Ett municipalsamhälle, likaledes med namnet Åseda, inrättades den 31 augusti 1910. Den 1 januari 1943 (enligt beslut den 27 mars 1942 och 28 augusti 1942) utbröts Åseda municipalsamhälle (omfattande en areal av 1,04 km², varav allt land, och med 1 149 invånare) samt kringliggande områden (omfattande en areal av 5,50 km², varav 5,25 km² land, och med 513 invånare) ut ur landskommunen för att bilda Åseda köping. Köpingen utbröts även ur Åseda jordregistersocken i avseende på fastighetsredovisningen. I köpingen gällde ursprungligen två av stadsstadgorna: byggnadsstadgan och brandstadgan. Enligt beslut den 4 juni 1943 skulle också de övriga stadsstadgorna gälla inom köpingen.
Varken landskommunen eller köpingen påverkades av kommunreformen 1952.
1 januari 1965 införlivades Åseda landskommun (med 1 232 invånare och omfattande en areal av 256,20 km², varav 247,02 km² land) i köpingen.
1 januari 1971 upphörde köpingen då den uppgick i Uppvidinge kommun.

### Kyrklig tillhörighet
I kyrkligt hänseende hörde köpingen till Åseda församling.

## Köpingsvapnet
Blasonering: Sköld kluven av guld, vari en tvåbladig röd ört med klocklik kalk, och av rött, vari en yxa med blad av silver och skaft av guld. 
Detta vapen fastställdes av Kungl Maj:t den 2 juni 1961.

## Geografi
Åseda köping omfattade den 1 januari 1952 en areal av 6,54 km², varav 6,29 km² land. Efter nymätningar och arealberäkningar färdiga den 1 januari 1953 omfattade köpingen den 1 januari 1961 en areal av 6,98 km², varav 6,78 km² land.

### Tätorter i köpingen 1960
I Åseda köping fanns tätorten Åseda, som hade 2 431 invånare den 1 november 1960. Tätortsgraden i köpingen var då 100,0 procent.

## Näringsliv
Vid folkräkningen den 31 december 1950 var kommunens befolknings huvudnäring uppdelad på följande sätt:
- 61,2 procent av befolkningen levde av industri och hantverk
- 13,1 procent av handel
- 8,0 procent av samfärdsel
- 6,5 procent av offentliga tjänster m.m.
- 6,4 procent av jordbruk med binäringar
- 2,2 procent av husligt arbete
- 0,0 procent av gruvbrytning
- 2,6 procent av ospecificerad verksamhet.

Av den förvärvsarbetande befolkningen jobbade 15,4 procent med träindustri, 11,7 procent i textil- och sömnadsindustrin, 11,7 procent med byggnadsverksamhet samt 10,2 procent i metallindustrin. Endast 15 av förvärvsarbetarna (1,6 procent) hade sin arbetsplats utanför köpingen.

## Politik

### Mandatfördelning i valen 1942–1966
| 9 | 11 |

| 20 |

| 9 | 4 | 7 |

| 19 |

|  | 13 | 3 | 5 | 3 |

| 23 |

| 12 | 13 |

| 24 |

| 12 | 12 |  |

| 23 |

| 11 | 4 | 2 | 4 | 4 |

| 24 |

| 11 | 2 | 8 | 3 | 6 |

| 27 |

| 9 | 2 | 9 | 4 | 6 |

| 25 | 5 |